# Xingshu (sockenhuvudort i Kina, Heilongjiang Sheng, lat 45,92, long 130,56)
Xingshu (kinesiska: 杏树, 杏树朝鲜族乡) är en sockenhuvudort i Kina. Den ligger i provinsen Heilongjiang, i den nordöstra delen av landet, omkring 300 kilometer öster om provinshuvudstaden Harbin. Antalet invånare är 18 044. Befolkningen består av 8 982 kvinnor och 9 062 män. Barn under 15 år utgör 13,0 %, vuxna 15-64 år 78 %, och äldre över 65 år 8,0 %.
Runt Xingshu är det ganska tätbefolkat, med 72 invånare per kvadratkilometer. Närmaste större samhälle är Boli, 18,7 km söder om Xingshu. Trakten runt Xingshu består till största delen av jordbruksmark.
Genomsnittlig årsnederbörd är 809 millimeter. Den regnigaste månaden är juli, med i genomsnitt 159 mm nederbörd, och den torraste är januari, med 4 mm nederbörd.